# Hidschra
Die Hidschra (arabisch هجرة hidschra, DMG hiǧra), auch Hedschra, bezeichnet die Auswanderung Mohammeds von Mekka nach Medina und seine Ankunft in Qubāʾ am 12 Rabīʿ al-awwal = 24. September 622. Das Jahr, in dem dieses Ereignis stattgefunden hatte, markiert den Beginn der islamischen Hidschrī-Jahreszählung, die jedoch erst 17 Jahre später durch den Kalifen ʿUmar ibn al-Chattāb eingeführt wurde. Die Jahreszahlen werden oftmals durch ein nachgestelltes H. markiert. Auch der iranische Kalender und der osmanisch-türkische Rumi-Kalender, die beide auf dem Sonnenjahr basieren, zählen die Jahre seit der Hidschra.

## Hidschra als historisches Ereignis
Schon im Jahre 615 waren Anhänger Mohammeds, nicht jedoch der Prophet selbst, in einer ersten Welle aus dem heidnischen Mekka ins christliche Aksumitische Reich emigriert. Mohammeds Übersiedlung nach Medina 622 – die „eigentliche“ Hidschra – war somit genaugenommen der zweite derartige „Auszug“. Die mekkanischen Muslime, die Mohammed nach Medina begleiteten, werden „die Auswanderer“ („al-Muhadschirun“) genannt.
Mit der Ankunft in Medina wurde der zuvor verfolgte und von den mekkanischen Eliten gehasste Prophet sehr schnell zu einem geachteten Staatsmann und Begründer nicht nur einer Religion, sondern auch eines Staates, der sich bald nach seinem Tod zu einem Großreich entwickelte (siehe auch Kalifat).

## Hidschra als Ausgangspunkt der islamischen Zeitrechnung
Die Einführung der Hidschra des Propheten von Mekka nach Medina als Ausgangspunkt der islamischen Zeitrechnung erfolgte im Jahre 638 durch ʿUmar ibn al-Chattāb. Anlass dafür waren nach al-Bīrūnī (gest. 1048) Streitigkeiten über Datierungsfragen sowie die Unzufriedenheit mit den bis dahin existierenden Zeitrechnungen, die sich an der Inthronisation nicht-islamischer Herrscher orientierten. Als Ausgangspunkt der neuen Zeitrechnung wurde allerdings nicht die Hidschra selbst festgelegt, sondern der Beginn des Jahres, in dem dieses Ereignis stattgefunden hatte, also der 16. Juli 622. Die Tatsache, dass man nicht den Geburtstag des Propheten, den Zeitpunkt seiner Berufung oder seinen Tod als Ausgangspunkt der neuen Zeitrechnung wählte, erklärt al-Bīrūnī damit, dass die Zeitpunkte der ersten beiden Ereignisse umstritten gewesen seien, und der Tod eines Propheten grundsätzlich ein trauriges Ereignis sei, das sich nicht zur Datierung eigne. Über den Zeitpunkt der Hidschra habe dagegen Einigkeit bestanden, und sie sei für den Propheten das gewesen, was der Herrschaftsantritt für die Könige war, denn „nach der Hidschra festigte sich die Angelegenheit des Islams, der Schirk ließ nach, der Prophet entkam den Verfolgungen der Ungläubigen Mekkas, und es begann für ihn eine Folge von Eroberungen.“

## Hidschra als Pflicht für Muslime
Innerhalb der islamischen Jurisprudenz hat sich schon früh eine Theorie entwickelt, nach der die Welt grundsätzlich in zwei Zonen aufgeteilt ist: das islamische Herrschaftsgebiet (Dār al-Islām), in dem Normen der Scharia gelten, und das von Nicht-Muslimen beherrschte „Haus des Krieges“ (Dār al-Harb), das als feindlich und einer legitimen Rechtsordnung entbehrend aufgefasst wird. Menschen, die auf nicht-islamischem Territorium zum Islam übergetreten sind, sollten nach dieser Theorie dem Vorbild der Hidschra Mohammeds folgen und möglichst bald das Dār al-Harb verlassen. Einige Gelehrte meinten sogar, dass Muslime grundsätzlich nicht im Dār al-Harb leben dürften.
So urteilte zum Beispiel der malikitische Gelehrte Ahmad al-Wanscharīsī (1430–1508) in einem Fatwa aus der Zeit kurz vor dem Fall Granadas, dass die auf christlichem Territorium verbliebenen Muslime (Mudejaren) in das nordafrikanische Dār al-Islām auszuwandern hätten, weil die auf christlichem Territorium vollbrachten gottesdienstlichen Handlungen (Gebet, Almosen, Fasten) keine Gültigkeit hätten. Ähnliche Aufrufe islamisch-religiöser Autoritäten zur Hidschra aus Gebieten, die von christlichen europäischen Staaten eingenommen worden waren, waren auch noch im 19. Jahrhundert und am Anfang des 20. Jahrhunderts bei den Tataren auf der Krim und in Bosnien zu hören und führten dazu, dass die Auswanderungswellen, die in dieser Zeit stattfanden, einen religiösen Charakter erhielten.
Andererseits ist zu konstatieren, dass einer anderen, ebenfalls bereits im theologischen Diskurs des Mittelalters beispielsweise von An-Nawawi und al-Māwardī vertretenen Ansicht zufolge eine Gegend bereits dann als dār al-Islām gilt, wenn Muslimen in ihr die freie Ausübung ihrer Religion möglich ist. Dies gilt dieser Auffassung zufolge ausdrücklich auch dann, wenn das fragliche Gebiet von Nichtmuslimen beherrscht wird, so dass eine Hidschra aus diesen Gegenden heraus für die dort lebenden Muslime gerade nicht statthaft ist, weil das Territorium trotz seiner nichtmuslimischen Bevölkerungsmehrheit dennoch als dār al-Islām aufzufassen ist.
Im Zusammenhang mit dem europäischen Kolonialismus griffen im frühen 20. Jahrhundert auch Muslime in Afrika und Südostasien auf das Hidschra-Konzept zurück. So verfasste 1903 nach der Eroberung des Sokoto-Kalifats durch die Briten ein gewisser Qadi ʿAbdallāh ibn ʿAlī eine Schrift, in der er die Auffassung vertrat, dass die Muslime von Sokoto nun die Hidschra vollziehen müssten, weil sie von ihrer Position aus keinen erfolgreichen Widerstand gegen die britische Invasion leisten könnten. In Niederländisch-Indien bezeichnete in den 1930er Jahren die Partei Sarekat Islam ihre Politik der Non-Kooperation mit der Kolonialmacht ebenfalls als Hidschra. Der stellvertretende Parteivorsitzende Sekarmadji Maridjan Kartosuwirjo fasste 1936 ein zweibändiges Buch über die „Hidschra-Haltung“ (Setiap Hidjrah) seiner Partei ab, in dem er diese mit Mohammeds Positionen gegenüber den Mekkanern parallelisierte.
Der Islamwissenschaftler Rüdiger Lohlker weist darauf hin, dass salafistische Vorträge und Seminare in Europa lebende Muslime oftmals dazu animierten, sich innerlich von der sie umgebenden nicht-islamischen Gesellschaft zu distanzieren, und spricht diesbezüglich von einer Art „psychischer hidschra“. Doch reisten auch zum Beispiel aus Frankreich viele Muslime nach Ägypten (um dort Arabisch und die religiösen Grundlagen des Salafismus zu lernen) oder nach Algerien (als dem Land der Vorväter), während in Deutschland die Terrororganisation Islamischer Staat die hidschra als Verpflichtung systematisierte, als Dschihadist speziell ins IS-Kalifat zu reisen.